# Zacharovce
Zacharovce este o comună slovacă, aflată în districtul Rimavská Sobota din regiunea Banská Bystrica. Localitatea se află la altitudinea de 294 m deasupra n.m., se întinde pe o suprafață de 6,81 km2 și în 2017 număra 393 de locuitori. Se învecinează cu comuna Dražice, Rimavská Sobota.

## Istoric
Localitatea Zacharovce este atestată documentar din 1320.

## Demografie
| An:                | 1994 | 2004   | 2014   | 2024   |
| ------------------ | ---- | ------ | ------ | ------ |
| Număr de persoane: | 371  | 403    | 401    | 382    |
| Diferență:         |      | +8,62% | −0,49% | −4,73% |

| An:                | 2023 | 2024   |
| ------------------ | ---- | ------ |
| Număr de persoane: | 386  | 382    |
| Diferență:         |      | −1,03% |